# Carlos Manuel Oliveira
Carlos Manuel Oliveira Magalhães, més conegut com a Litos, és un exfutbolista portugués, que ocupava la posició de defensa. Va néixer a Porto el 25 de febrer de 1974.

## Carrera esportiva
Després de passar per diversos equips modestos del seu país natal, el 1995 recala al Boavista FC, amb qui guanyaria la lliga 00/01, històrica per al seu conjunt, que trencava el tradicional trinomi FC Porto-Sporting de Lisboa-Benfica.
A l'estiu d'eixe any fitxa pel Màlaga CF, de la primera divisió espanyola, equip en el qual hi romandrà durant cinc temporades, destacant especialment la temporada 01/02 i 03/04. Posteriorment retornaria a Portugal per militar a l'Académica. Es retiraria el 2008, després d'uns mesos a l'austríac SV Salzburg.
Va ser internacional portugués en sis ocasions. Amb la selecció olímpica del seu país va participar en els JO d'Atlanta 1996, en la qual va acabar quart.